# Simfonia núm. 14 (Xostakóvitx)
La Simfonia número 14, op. 135, de Dmitri Xostakóvitx va ser composta l'any 1969. Es va estrenar el mateix any, el dia 29 de setembre, a ala de concerts Glinka de Leningrad. Consta d'onze cançons per a solistes de soprano i baix, orquestra de corda i una secció de percussió força extensa. Va ser interpretada pels cantants Galina Vixnévskaia i Mark Reshetin i l'Orquestra de Cambra de Moscou dirigida per Rudolf Barxai. L'obra consta d'onze escenes de poemes vinculats a quatre autors, Lorca, Apollinaire, Küchelbecker i Rilke, que tracten la idea de la mort. La va dedicar a Benjamin Britten.

## Origen i context
La idea de fer una simfonia d'aquestes característiques li va venir l'any 1962, quan Xostakóvitx estava orquestrant Cançons i danses de la mort de Mússorgski. Un altre fet que va provocar el seu pensament constant amb la mort va ser el primer atac de cor que va patir el 30 de maig de 1966. Des d'aquell moment fins a la seva mort, nou anys més tard, la seva salut va anar sent cada cop més precària i es va veure obligat a passar sovint per l'hospital. Durant una d'aquestes estades, de gener a febrer de 1969, va ser quan va seleccionar els poemes per a la Catorzena Simfonia. Llavors va informar Isaac Glikman que estava escrivint un "oratori" per a soprano, baix, cordes i percussió, un cicle de cançons basat en una sèrie de poemes sobre el tema de la mort. El 16 de febrer va enllestir la partitura per a piano i el 2 de març l'orquestració completa, moment en què el compositor va decidir anomenar-la simfonia en comptes d'oratori perquè, entre altres motius, no hi havia cap cor. La va dedicar a Benjamin Britten que li acabava de dedicar El fill pròdig. El juny van començar els assajos.
Tots els poetes que Xostakóvitx va triar no havien mort per causes naturals i, per tant, ho havien fet de forma prematura, com ell temia que li passés. Wilhelm Küchelbecker va morir a la presó de Sibèria, on havia sigut traslladat per la seva participació en la Revolta desembrista de 1825; Federico García Lorca executat durant la Guerra Civil espanyola el 1936; Rainer Maria Rilke de leucèmia el 1926; i Guillaume Apollinaire per la pandèmia de grip espanyola del 1918.

## Representacions
El 21 de juny de 1969 hi va haver una presentació prèvia al Conservatori de Moscou el 21 de juny de 1969 amb els mateixos protagonistes que després l'estrenarien en públic. La primera representació pública va tenir lloc a Leningrad el 29 de setembre de 1969 per l'Orquestra de Cambra de Moscou dirigida per Rudolf Barxai i com a solistes van ser la soprano Margarita Miroixnikova i el baix Ievgueni Vladímirov. La segona estrena oficial va tenir lloc el 6 d'octubre, amb la mateixa orquestra i director, al Gran Saló de Conservatori de Moscou sent els cantants Galina Vixnévskaia i Mark Reshetin. Una tercera estrena va tenir lloc ja fora de la Unió Soviètica el 14 de juny de 1970, en el marc del Festival d'Aldeburgh, amb Miroixnikova i Vladímirov com a cantants i l'English Chamber Orchestra sota la batuta de Benjamin Britten (destinatari de l'obra i gran amic, mentor i col·laborador).
Eugene Ormandy i l'Orquestra de Filadèlfia van oferir l'estrena nord-americana a l'Acadèmia de Música de Filadèlfia l'1 de gener de 1971, actuant com a solistes Phyllis Curtin i Simon Estes. La setmana següent els mateixos intèrprets la van presentar a Nova York.

## Instrumentació

### Percussió
- Castanyetes
- Caixa xinesa
- Fuet
- Campanes
- Vibràfon
- Xilòfon
- 3 tom-toms

### Teclat
- Celesta

### Veu
- Soprano
- Baix

### Corda
- Violins primers
- Violins segons
- Violes
- Violoncels
- Contrabaixos (dos d'ells amb 5 cordes)[7]